# Zoë Robins
Zoë Robins, née 19 février 1993, à Wellington en Nouvelle-Zélande, est une comédienne principalement connue pour ses rôles dans les séries Power Rangers Ninja Steel et The Wheel of Time.

## Biographie
Zoë Robins naît le 19 février 1993, à Wellington, en Nouvelle-Zélande. Elle joue dans des productions théâtrales, notamment The Bacchae et Waiting.
En 2014, elle suit une formation de comédienne à l'Actors Program d'Auckland, et obtient un « Diploma of Achievement ».

## Carrière
Elle commence sa carrière d'actrice à 12 ans, endossant le rôle de Faygar, la cheffe d'une tribue dans la série télévisée de Nouvelle Zélande The New Tomorrow.
En 2005, elle obtient un rôle dans The New Tomorrow. En 2017, elle joue le rôle de Hayley, le Ranger blanc, dans la série Power Rangers Ninja Steel. Elle est la cinquième femme noire à jouer le rôle d'une power ranger sur les 30 années d'existence de la franchise. 
La même année, elle joue également dans Black Christmas. Elle joue ensuite dans la série Les Chroniques de Shannara puis, en 2014, elle tourne dans la série Brokenwood.

### La Roue du temps
Dès novembre 2021, elle joue le rôle de Nynaeve, dans la série La Roue du temps, diffusée sur Prime Video,,. Cette série, qui se déroule dans un monde alternatif où la magie existe, mais où seules certaines femmes sont autorisées à l'utiliser, s'inspire du roman à succès au titre éponyme, écrit par Robert Jordan. Dans cette adaptation, Zoë Robins joue aux côtés des actrices et acteurs Rosamund Pike, Josha Stradowski, Sophie Okonedo, Madeleine Madden, Kate Fleetwood, Daniel Henney, Michael McElhatton. Dans un entretien elle explique avoir du sortir de sa zone de confort car le rôle la terrifiait. Le personnage de Nynaeve lui faisait peur, avant qu'elle ne réalise, quelques mois plus tard, à quel point elle se sent similaire à ce personnage, qui lui permet de se libérer émotionnellement. Elle dit avoir appris à aimer la colère, comme si elle ne s'y était pas vraiment autorisée à la ressentir, en tant que femme. Pour elle, l'expérience est thérapeutique,. 
Prime Video a démarré la diffusion de la saison 2 de La Roue du temps le 1er septembre 2023,. 
L'actrice a également joué le rôle principal dans les courts métrages $1 Reserve et Auckland Short Stories.

## Vie privée
Peu présente sur les réseaux sociaux, elle vivrait à Los Angeles et serait mère d'un petit garçon nommé Kaiyon, né en 2013, selon certains médias.